# Halistylus genecoani
Halistylus genecoani is een slakkensoort uit de familie van de Trochidae. De wetenschappelijke naam van de soort is voor het eerst geldig gepubliceerd in 1984 door McLean.